# Albert Burditt
Albert Burditt, né le 15 mai 1972, à Austin, au Texas, est un ancien joueur américain de basket-ball. Il évolue au poste d'ailier fort.

## Palmarès
- CBA All-Rookie First Team 1995